# Joseph McGuinness

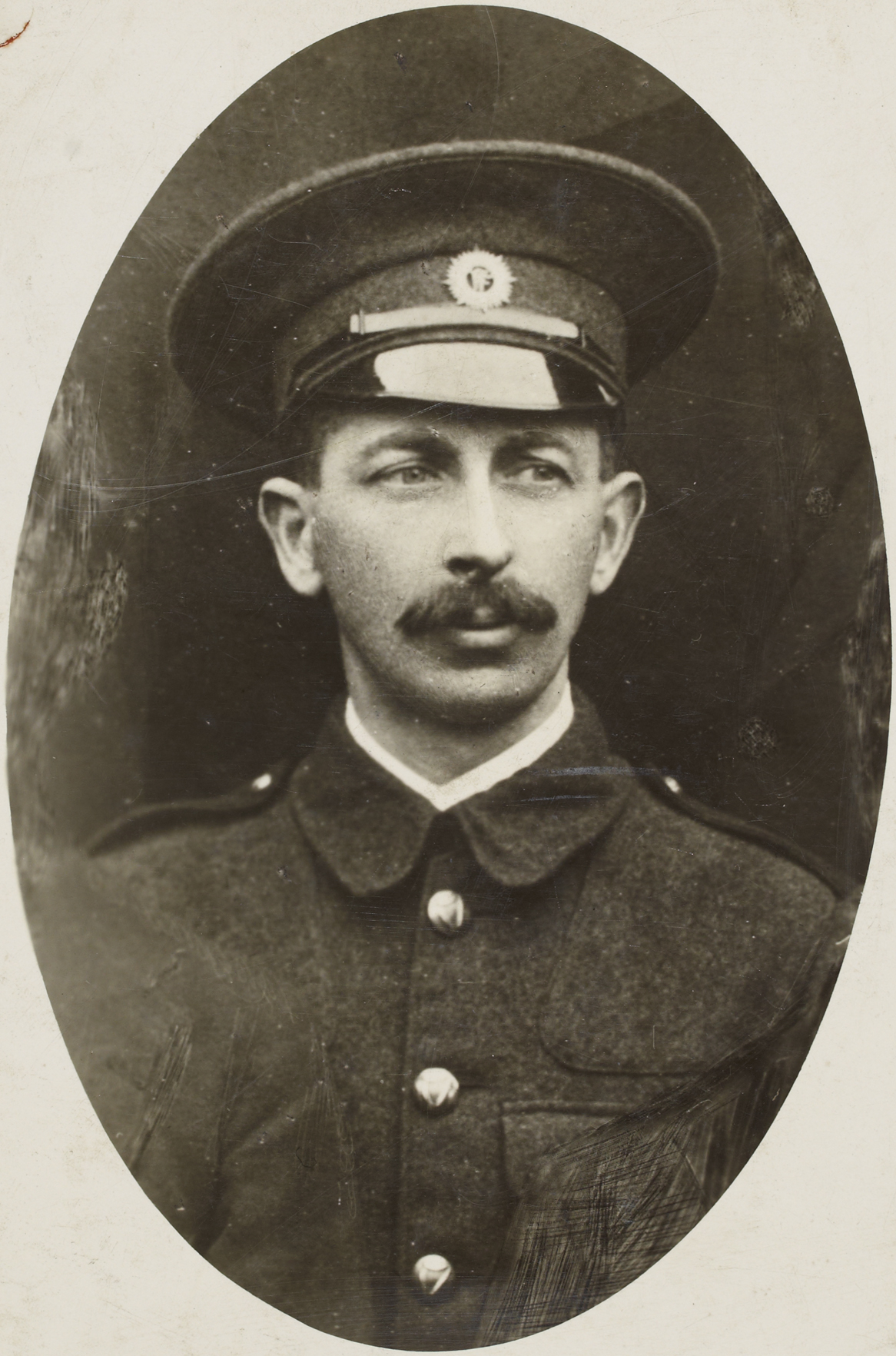
Joseph McGuinness (um 1915)

Joseph P. McGuinness (* 12. April 1875 in Tarmonbarry, County Roscommon; † 31. Mai 1922) war ein irischer Politiker der Sinn Féin.

## Biografie
McGuinness wuchs auf einem Bauernhof im County Roscommon auf. Nachdem er in den Vereinigten Staaten für eine lange Zeit gearbeitet hatte, kam er 1902 nach Irland zurück und ließ sich in Longford nieder. Zwischenzeitlich zog er nach Dublin. Dort führte er mindestens ein Raumausstattungsgeschäft. In dieser Zeit wurde McGuinness auch Mitglied der Irish Volunteers. Verheiratet war er mit Katherine Farrell, die aktives Mitglied bei der paramilitärischen Gruppe der Cumann na mBan war.
Beim Osteraufstand 1916 wurde er festgenommen und zu zehn Jahren Gefängnis verurteilt (später reduziert auf drei Jahre). Dennoch wurde er gegen seinen Willen von Michael Collins bei Nachwahlen 1917 für die Sinn Féin im Wahlkreis Longford nominiert, trotz seines Gefängnisaufenthalts gewählt und zum Member of Parliament im Vereinigten Königreich. Seine Wiederwahl 1918 war erfolgreich.
Anstatt den Sitz im Britischen Unterhaus einzunehmen, zog er als Teachta Dála in den sog. First Dáil, dem irischen Revolutionsparlament, das 1919 gebildet war, ein. Am 27. Oktober 1919 wurde er zum substitute Director of Trade and Commerce, vergleichbar einem Staatssekretär im Wirtschaftsministerium, im Ministry De Valera I ernannt. 
Für den neuen Wahlkreis Longford–Westmeath konnte er ohne Gegenkandidaten 1921 erneut in den Dáil Éireann einziehen. Im Januar 1922 stimmte er für den Anglo-Irischen Vertrag. Nach seinem Tod im Mai 1922 konnte sein Bruder Francis McGuinness den Sitz bei den Wahlen 1922 erringen.